# 臺北市整建住宅
臺北市整建住宅（簡稱整宅）為自1962至1975年間，由臺北市政府運用「國民住宅基金」興建於臺北市的一種國民住宅。大部分位於現今的萬華區、大同區和中正區等臺北市早期發展的地區，共計23處，提供11,012戶的居住空間。整建住宅為安置因公共工程被拆遷的住戶及違建戶設立的平民住宅，考量居民的財力負擔能力，每戶的室內空間只有8至12坪。在多年下來，其空間已不敷使用需求，空間狹小且環境窳陋，在近年來陸續被拆除改建。

## 介紹
根據1993年臺北市政府都市發展局的「臺北市整建住宅改善計畫」，其將整建住宅定義為：早期辦理公共建設、開闢公共設施、改善環境衛生與市容瞻觀等措施為安置用地上舊有違章建築及部分合法建物之拆遷戶所興建。其中在1973年興建的最後一批整建住宅，配合了「萬大計畫」一起執行。萬大計畫針對萬華和大龍峒的舊市區，將道路拓寬及拆除違建，並興建了多處住宅。
臺北市整建住宅最初採售屋不售地的方式，費用由住戶自籌20%，政府貸款80%，分十年攤還，在承購戶繳清住宅價款本息後，再由市政府與住戶辦理所有權登記，並在1998年開始出售整宅土地所有權。由於整建住宅空間狹小、建物設備老舊、產權不清、住戶社會經濟能力有待提升等情況，在黃大洲擔任台北市長任內已注意到此問題，並開始推動都市更新計畫，台北市政府自1998年，將整建住宅的更新列為重大發展項目之一，但均未見具體成效。在2002年才較有具體作為，專門編列預算，並成立相關小組。中正區的水源路一期整宅首先因1994年的捷運中和線施工造成的地基掏空，在2002年拆除改建的新大樓落成。
| 名稱                       | 別名     | 位置   | 興建年代 | 戶數  | 樓層數 | 建築師                         | 備註           |
| -------------------------- | -------- | ------ | -------- | ----- | ------ | ------------------------------ | -------------- |
| 水源路一期整宅             | 林口社區 | 中正區 | 1962-63  | 168   | 3      |                                | 首先重建       |
| 南機場一期整宅             | 忠勤社區 | 中正區 | 1963-64  | 1,624 | 5      | 林柏年、趙楓、張敬德           |                |
| 斯文里一期整宅             | 樹德社區 | 大同區 | 1963-64  | 205   | 5      | 台北市市民住宅興建委員會       |                |
| 水源路二期整宅             | 林口社區 | 中正區 | 1964-65  | 360   | 5      |                                |                |
| 吳興街一期整宅             |          | 信義區 | 1964-65  | 460   | 2      | 台北市市民住宅興建委員會       |                |
| 斯文里二期整宅             | 樹德社區 | 大同區 | 1965-67  | 240   | 5      | 台北市市民住宅興建委員會       |                |
| 水源路三期整宅             | 林口社區 | 中正區 | 1966-67  | 100   | 5      | 林柏年                         |                |
| 南機場二期整宅             | 忠恕社區 | 萬華區 | 1967-68  | 579   | 5      | 沈祖海                         |                |
| 水源路四期整宅             | 林口社區 | 中正區 | 1968     | 127   | 5      | 林柏年                         |                |
| 斯文里三期整宅             | 樹德社區 | 大同區 | 1969     | 260   | 5      | 林新乾                         | 第一起公辦都更 |
| 水源路五期整宅             | 林口社區 | 中正區 | 1969-70  | 50    | 5      | 林柏年                         |                |
| 西園路一期整宅             | 立德社區 | 萬華區 | 1969-70  | 411   | 5      | 台北市國宅及社區建設委員會     |                |
| 撫遠街整宅（民生東路住宅） | 聯合社區 | 松山區 | 1969-70  | 192   | 4      | 古德亭                         |                |
| 劍潭一期整宅               | 康福社區 | 士林區 | 1969-70  | 984   | 5      |                                |                |
| 信義路整宅                 | 住安社區 | 大安區 | 1969-71  | 489   | 6      | 沈祖海                         |                |
| 吳興街二期整宅             |          | 信義區 | 1971     | 98    | 5      | 李金鴉、周宜信                 |                |
| 南機場三期期整宅           | 忠勤社區 | 中正區 | 1971     | 259   | 6      | 虞曰鎮、林柏年、顧授書、張敬德 |                |
| 劍潭二期整宅               | 康福社區 | 士林區 | 1971-72  | 195   | 5      |                                |                |
| 基隆路一期整宅             |          | 信義區 | 1971-72  | 535   | 6      |                                |                |
| 蘭州國宅                   |          | 大同區 | 1973-75  | 510   | 5      | 中華建築師事務所               | 萬大計畫       |
| 南機廠1號基地              |          | 萬華區 | 1973-75  | 1176  | 5      | 三門建築師事務所               | 萬大計畫       |
| 南機場3號基地              | 自力社區 | 萬華區 | 1973-75  | 910   | 5      | 中華建築師事務所               | 萬大計畫       |
| 南機場13號基地             |          | 萬華區 | 1973-75  | 1440  | 5      | 中華建築師事務所               | 萬大計畫       |
| 西園路二期                 |          |        |          |       |        |                                |                |

## 建築特色
整建住宅的建築在當時算是新穎的現代設計，其皆為連棟式公寓，樓層二至五樓不等。大樓間的棟距大，且設有天井和垃圾管道，每戶也都有沖水馬桶等現代化設備。在1972年以前所建的整建住宅，其空間分為8、10、12坪的房型；配合萬大計畫所建的整建住宅，則分為11、13、16坪的房型。部分整宅的一樓及地下室規畫為店舖和市場使用。後期因使用和管理不當，而產生了過廊、騎樓、天井等開放空間佔用等問題。

## 整建住宅

### 斯文里三期整建住宅
斯文里一、二、三期整宅和蘭州國宅整宅位於臺北市大同區，居住在此的居民多為因當時修建淡水河堤防、基隆河第一次截彎取直等工程，而被安置的違建戶及部分合法住宅住戶等拆遷戶。其在2016年統計分別有248、200、261、505戶居民居住在此。由於居住空間狹小，公共設施不足，社區中有較多的弱勢和年長住戶。此處整宅的都市更新經多年討論，因戶數整合困難，且基地位在松山機場航道下的高度限制地區，都更後的容積增額有限，導至民間都更建設業者的意願低落。為了加速都市更新的進程，臺北市都市更新處與都市更新中心於2016年2月在「斯文里第三期整建住宅」開設公辦都更駐點工作站，經兩年多的討論後，興建於1969年的斯文里第三期整宅於2018年5月18日拆除，兩棟十三層樓高的新大樓於在2022年完工入住。此項都市更新工程為1998年的《都市更新條例》發布實施以來的第一個地方政府自行投資實施之重建型公辦都更案。

### 水源路四、五整建住宅
水源路四、五期整宅位於台北市中正區，其興建於1969年，每戶空間只有8到10坪，當地住戶在2016年自行組成都市更新會，經長期溝通協調後，178戶居民全數同意都市更新，並在2015年拆除重建。

### 劍潭整建住宅
劍潭整建住宅位於台北市士林區，其土地為1966年基隆河經截彎取直工程後的廢河道，劍潭整建住宅於1969年至1972年興建，其分為兩期，皆為地上五層地下一層的建築物，共計1179戶，住戶為因中山北路四段拓寬以及北安路和圓山附近被拆除的違章住戶。第一期住宅分為A、B、C1、C2棟，於1971年5月完工；第二期住宅一棟，於1972年4月完工。其因產權難以整合，尚無都市更新的計畫。